# Hiroyasu Shimizu
Hiroyasu Shimizu (清水宏保?, Shimizu Hiroyasu; Obihiro, 27 febbraio 1974) è un pattinatore di velocità su ghiaccio giapponese.
Ha partecipato a quattro edizioni dei giochi olimpici invernali (1994, 1998, 2002 e 2006) conquistando complessivamente tre medaglie.

## Palmarès
Olimpiadi
- 3 medaglie:
  - 1 oro (500 m a Nagano 1998)
  - 1 argento (500 m a Salt Lake City 2002)
  - 1 bronzo (1000 m a Nagano 1998)

Mondiali
- 16 medaglie:
  - 5 ori (500 m a Hamar 1996, 500 m a Calgary 1998, 500 m a Heerenveen 1999, 500 m a Nagano 2000, 500 m a Salt Lake City 2001)
  - 6 argenti (sprint a Milwaukee 1995, sprint a Heerenveen 1996, 1000 m a Heerenveen 1999, sprint a Inzell 2001, 500 m a Berlino 2003, 500 m a Inzell 2005)
  - 5 bronzi (sprint a Ikaho 1993, 500 m a Varsavia 1997, 1000 m a Calgary 1998, sprint a Calgary 1999, sprint Seul 2000)

Giochi asiatici
- 2 medaglie:
  - 1 oro (500 m a Aomori 2003)
  - 1 argento (1000 m a Aomori 2003)